# کوه موریل
کوه موریل (به انگلیسی: Muriel Peak) یک کوه در ایالات متحده آمریکا است که در شهرستان فرزنو، کالیفرنیا واقع شده‌است. کوه موریل ۳٬۹۴۳٫۲۵ متر بالاتر از سطح دریا واقع شده‌است.